# Solidaridad Independiente
Solidaridad Independiente (SI) es un partido político venezolano basado en la ideología humanista cristiana que fue fundado por Paciano Padrón el 31 de octubre de 1996. Formó parte de la coalición de la Mesa de la Unidad Democrática (MUD).

## Historia
Pese a que el partido fue fundado en 1996 por el exdiputado copeyano Paciano Padrón, no es hasta 1997 cuando se comienza a consolidar el movimiento tras lograr un acuerdo de fusión entre el Movimiento Social Independiente y el Movimiento Solidaridad, para entonces surgía como un partido socialdemócrata en defensa de la clase media venezolana, aunque actualmente se autodefinen como partido humanista cristiano. 
En las elecciones parlamentarias de 1998, en las que se eligieron a los representantes del antiguo Congreso Nacional, Solidaridad Independiente obtuvo un diputado por el Estado Falcón. Ese mismo año en las elecciones presidenciales apoyaron a Hugo Chávez Frías aportando el 0,48% de los votos a nivel nacional y luego lo respaldaron en las presidenciales de 2000 aumentando el porcentaje de votos a 0,70%. En las elecciones regionales de ese año participaron en alianzas oficialistas y opositoras, su participación en esas coaliciones dejó como resultado la victoria en unas 30 alcaldías, aunque sólo tres de ellas con candidatos propios del partido SI en los estados Estado Anzoátegui y Bolívar, en el primero no se necesitaron alianzas para el triunfo de la organización, mientras que en la última se logró ganar con el apoyo de La Causa R en el Municipio Padre Pedro Chien.
En 2002 decidieron deslindarse completamente de Hugo Chávez y se suman a la Coordinadora Democrática, organización que agrupó a los partidos opositores a Chávez y cuyo fin era dirigir las acciones de movilización de calle en conjunto. En 2004 la coalición se desintegró tras perder el referendo presidencial que buscaba la salida del poder de Chávez. Ese año en las elecciones regionales obtuvieron la alcaldía del Municipio Independencia del Estado Anzoátegui.
Para las elecciones presidenciales de 2006 deciden apoyar al candidato opositor Manuel Rosales obteniendo el 0,26% de los votos. Desde 2007 Solidaridad Independiente forma parte del Directorio Popular Alternativo, un frente de partidos que se autodefine como centro-democracia que agrupa al Movimiento Republicano, Visión Emergente, Movimiento Laborista y Fuerza Liberal. 
En 2008 firmaron el Acuerdo de Unidad Nacional, transformado en 2009 en la Mesa de la Unidad Democrática (MUD), una coalición de partidos opositores a Chávez.
En la actualidad no está habilitado para participar en elecciones.